# Kitayama-dōri
Pour les articles homonymes, voir Kitayama (homonymie).
Le Kitayama-dōri (北山通, Kitayama-dōri) est une importante voie du nord de Kyoto, dans les arrondissements de Kita et Sakyō. Orientée est-ouest, elle commence au Shirakawa-dōri (ja) et termine au carrefour de Senbon-dōri (en) et Imamiya-dōri.
Avec le Kitayamaminami-dōri (北山南通, Kitayamaminami-dōri) et le Kitayamaminaminaka-dōri (北山南中通, Kitayamaminaminaka-dōri) au sud et le Kitayamakitanaka-dōri (北山北中通, Kitayamakitanaka-dōri) et le Kitayamakita-dōri (北山北通, Kitayamakita-dōri) au nord, elle forme le groupe de rues Kitayama (北山通, Kitayama-dōri).

## Description

### Situation

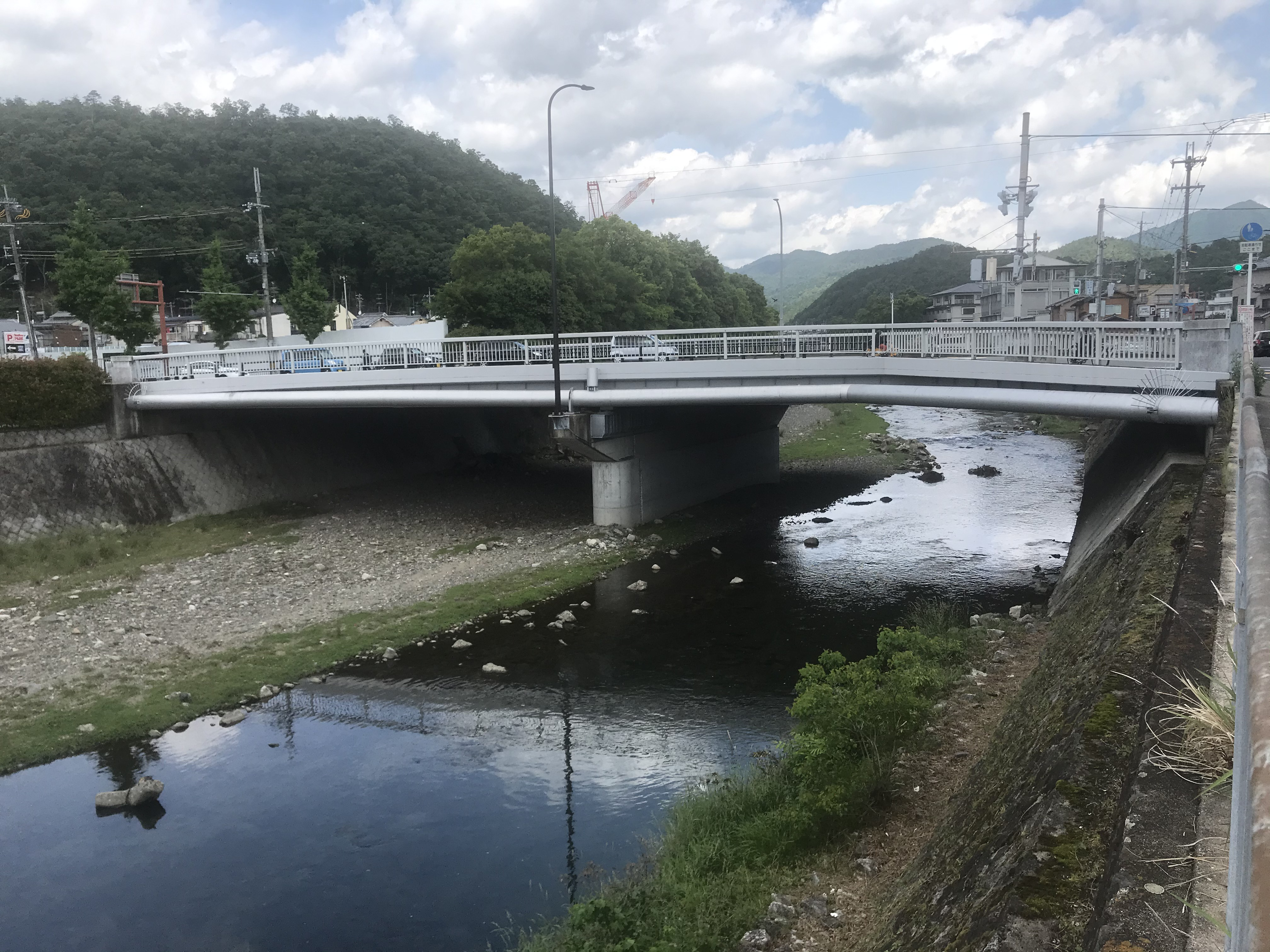
Pont Matsugasaki.

Le Kitayama-dōri est une large et longue rue situé au centre-nord de la partie urbaine de l'arrondissement de Kita. Elle commence dans le quartier de Yamabanaicchōda-chō (山端壱町田町), dans le secteur Shūgakuin (修学院) et termine dans celui de Murasakinohigashirendaino-chō (紫野東蓮台野町), dans les secteurs de Murasakino (紫野) et Takagamine (ja) (鷹峯),. La rue commence au Shirakawa-dōri (ja) (白川通), qui marque la limite est de la zone urbaine de Kyoto, puis continue en ligne droite, avant de bifurquer vers le sud à partir de Shichikunishi-dōri (紫竹西通), pour terminer à l'ouest à Senbon-dōri (en) (千本通), formant un carrefour à trois voies (en) avec Imamiya-dōri (今宮通),,. Elle suit le Kitayamaminami-dōri (北山南通) et le Kitayamaminaminaka-dōri (北山南中通) au sud et précède le Kitayamakitanaka-dōri (北山北中通) et le Kitayamakita-dōri (北山北通) au nord. Elle traverse le fleuve Takano (en) sur le pont Matsugasaki (松ヶ崎橋), puis le fleuve Kamo sur le grand pont Kitayama (北山大橋),.
La route préfectorale 103 (ja) (京都府道103号上賀茂山端線) circule sur la de la station de métro Kitayama à l'ouest jusqu'au pont Matsugasaki à l'est, mais dans le secteur Matsugasaki, la route préfectorale a depuis été déviée sur une rue annexe. La route préfectorale 104 (ja) (京都府道104号高野修学院山端線) circule aussi brièvement sur Kitayama-dōri juste après le pont Matsugasaki à l'est. Deux carrefours importants portent le nom de la rue et sont identifiés par des panneaux de circulation : « Horikawa-Kitayama » (堀川北山) et « Kitayama-Ōmiya » (北山大宮).
La circulation se fait dans les deux sens, et la chaussée fait quatre voies de large, sans compter les tourne-à-droite. La chaussée est bordée de larges trottoirs avec des allées d'arbres. La rue fait environ 5 200 mètres de long,.

### Voies rencontrées
Liste des voies rencontrées,,. Les voies rencontrées de la droite sont mentionnées par (d), tandis que celles rencontrées de la gauche, par (g). Seules les rues portant un nom sont listées.
1. Shirakawa-dōri (ja) (白川通)[4],[1]
2. (g) Higashiōji-dōri (ja) (東大路通)[1]
3. Ōhara-dōri (大原通) [aussi appelée Ōhara-michi (大原道)]
4. Kawabata-dōri (ja) (川端通)
5. (g) Matsugasaki-dōri (ja) (松ヶ崎通)
6. (d) Takaragaike-dōri (ja) (宝ヶ池通)
7. Shimogamohon-dōri (下鴨本通)
8. (g) Shimogamonaka-dōri (下鴨中通)
9. (d) Kamonishi-dōri (鴨西通)
10. Kamo-kaidō (加茂街道)
11. (g) Muromachi-dōri (ja) (室町通)
12. Koromonotana-dōri (衣棚通)[1]
13. Shinmachi-dōri (ja) (新町通)
14. Aburanokōji-dōri (ja) (油小路通)
15. Horikawa-dōri (en) (堀川通)[1]
16. (d) Kitayamakitanaka-dōri (北山北中通)
17. Inokuma-dōri (ja) (猪熊通)[1]
18. Ōmiya-dōri (en) (大宮通)[1]
19. Daitokuji-dōri (大徳寺通)
20. (g) Ushiwakahigashi-dōri (牛若東通)
21. Ushiwaka-dōri (牛若通)
22. Funaokahigashi-dōri (船岡東通)
23. (g) Ueno-dōri (上野通)
24. (g) Uenonishi-dōri (上野西通)
25. (d) Shichikuhigashi-dōri (紫竹東通)
26. (d) Shichikunishi-dōri (紫竹西通)
27. Kitayamaminami-dōri (北山南通)
28. (g) Imamiya-dōri (今宮通)
29. Senbon-dōri (en) (千本通)[4]

### Transports en commun

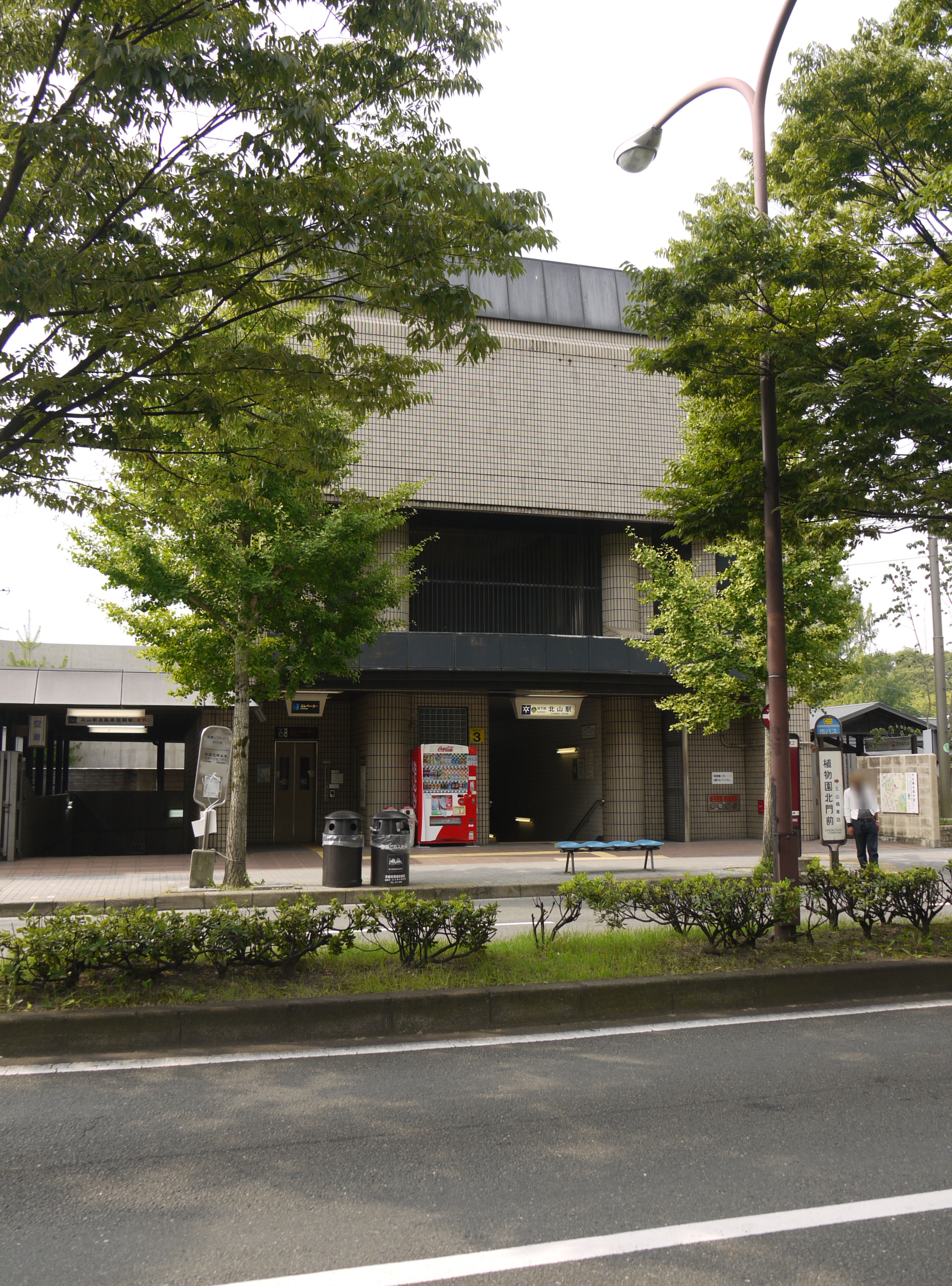
Troisième sortie de la station Kitayama du métro de Kyoto.

Les bus du réseau d'autobus de Kyoto (ja) passent par sur la rue sur toute sa longueur,. Les arrêts majeurs de l'est vers l'ouest sont Shūgakuin-michi (修学院道, lignes 5, 31, Nord8), au carrefour avec Shirakawa, Matsugasaki-bashi (松ヶ崎橋, lignes 65, Nord8), à l'ouest du pont éponyme, Matsugasaki-eki (松ヶ崎駅前, lignes 4, Nord8), en correspondance avec la station de métro du même nom, Kitayama-eki (北山駅前, lignes 4, Nord8), en correspondance avec la station de métro du même nom, Higashi Moto-machi (東元町, lignes Nord3, Nord8), au carrefour avec Kamo-kaidō, Kami-Horikawa (上堀川, lignes 9, 37, 67, Nord1, Nord8, Spécial 37), au carrefour avec Horikawa, Murasakino Sendō-chō (紫野泉堂町, lignes 1, 6, Nord1, Nord8), au carrefour avec Shichikunishi, et Université Bukkyō-mae (佛教大学前, lignes 1, 6, 46, Nord1, Nord8), au triple-carrefour avec Senbon et Imamiya,.
Deux stations du métro de Kyoto se trouve sur la rue : Kitayama (北山駅) et Matsugasaki (松ヶ崎駅), toutes deux sur la ligne Karasuma,.

## Odonymie
Le nom « Kitayama » signifie « montagnes (山) du nord (北) », en référence à sa position près des montagnes du nord de la ville.
La rue était aussi appelée Jūnikken-dōri (十二間通, Jūnikken-dōri) dû à sa largeur originale de 12 ken, soit 21,8 mètres.

## Histoire
La rue est très récente et n'existait pas durant l'ère Meiji (1868-1912). La région était alors encore agricole et se situait dans les villages de Shūgakuin (ja) (修学院村), Matsugasaki (ja) (松ヶ崎村), Kamigamo (ja) (上賀茂村), Shimogamo (ja) (下鴨村), Koyama (小山村), Higashishichikudaimon (東紫竹大門村) et d'Ōmiya (大宮村), plus tard intégrés dans la ville de Kyoto entre 1918 et 1931. En 1912, une route de terre apparaît de la berge est du fleuve Takano à l'actuelle Senbon-dōri. La rue moderne apparaît au début de l'ère Shōwa (1926-1989), par de nouveaux plans d'urbanisation accélérés par la construction de Kitaōji-dōri. Au début, seule la section de Kamo-kaidō à Daitokuji existe, ainsi que petite portion à l'est du jardin botanique. Dans les années 1955, les travaux reprennent, dû à l'apparition d'universités importantes et de nouveaux centres culturels. La rue prend sa forme finale en 1985 en étant jointe à Shirakawa-dōri. Cette nécessité d'étendre la rue est due aux développements économiques qu'ont entraîné la bulle spéculative japonaise des années 1980-1990. On voit l'apparition de nombreuses maisons modernes conçues par des architectes de renommée comme Tadao Andō.
Depuis 1990, une association de commerçants régit la rue commerçante sur Kitayama-dōri.

## Patrimoine et lieux d'intérêt
Entre le fleuve Kamo et la station de métro Matsugasaki, la rue se trouve dans le secteur éponyme de Kitayama (北山), connu pour ses résidences modernes et ses attraits artistiques et culturels,. On y trouve aussi de nombreux cafés et boulangeries. Les maisons de ville traditionnelles y ont fait place aux appartements modernes. 
À l'est de Matsugasaki-dōri se trouve l'université des arts et techniques de Kyoto (京都工芸繊維大学), tandis qu'au carrefour avec Shimogamohon-dōri se trouve l'université Kyoto Notre Dame (en) (京都ノートルダム女子大学). La rue franchit aussi le Kamo, qui est une rivière très prisée pour les randonnées,. Tout près de la station de métro Kitayama se trouve l'accès nord du jardin botanique de Kyōto, avec ses serres et ses allées de plantes assorties sur un terrain de 24 hectares,. S'y trouve directement à l'est le musée d'art Garden of Fine Arts Kyoto (ja) (京都府立陶板名画の庭), où se reproduite à la céramique des œuvres célèbres,. Juste au sud du musée d'art se trouve le Kyoto Concert Hall, sur Shimogamonaka-dōri,. 

Quelques lieux d'intérêts
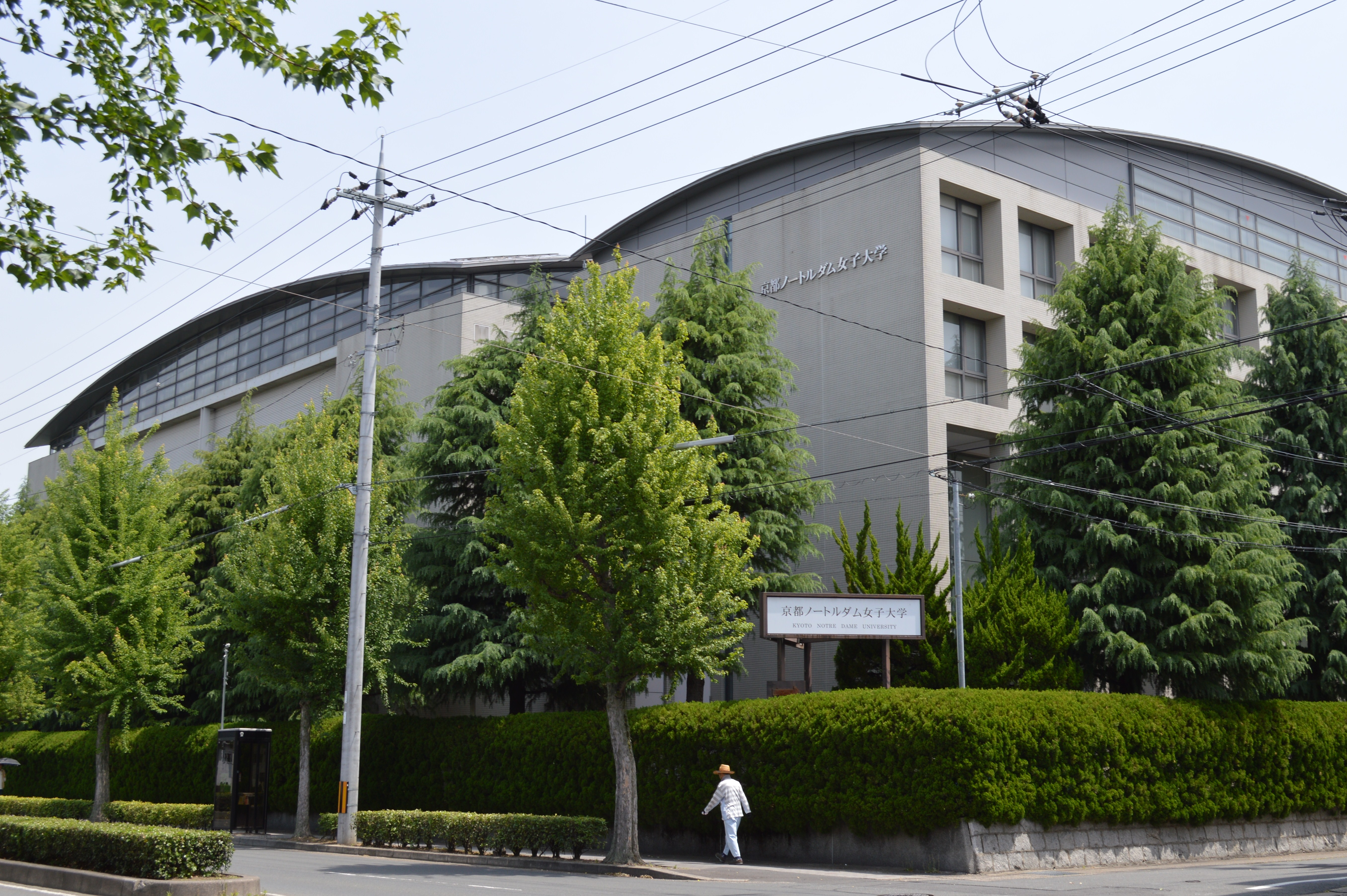
Université Notre Dame
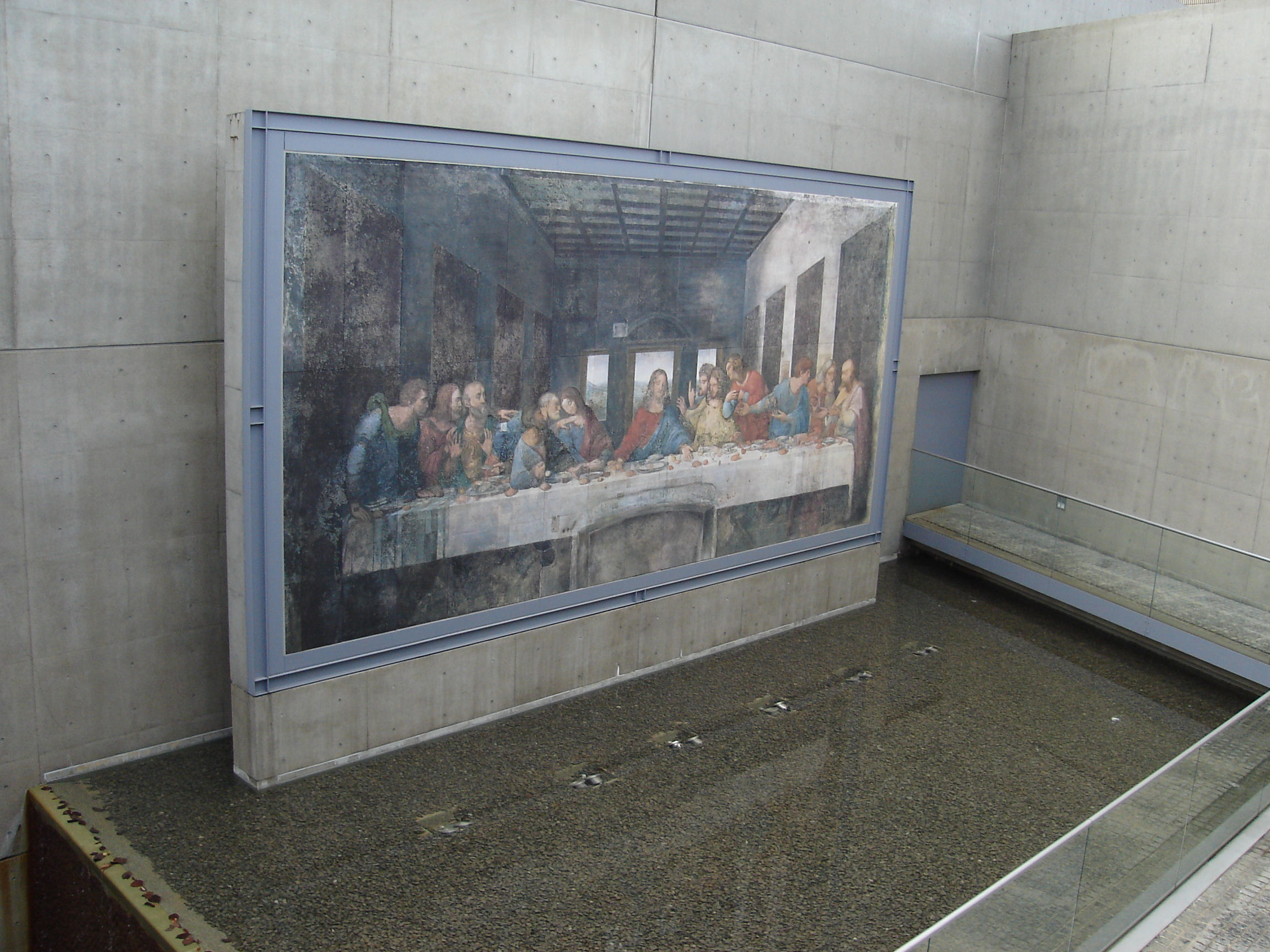
La Cène de Léonard de Vinci au « Garden of Fine Arts Kyoto »
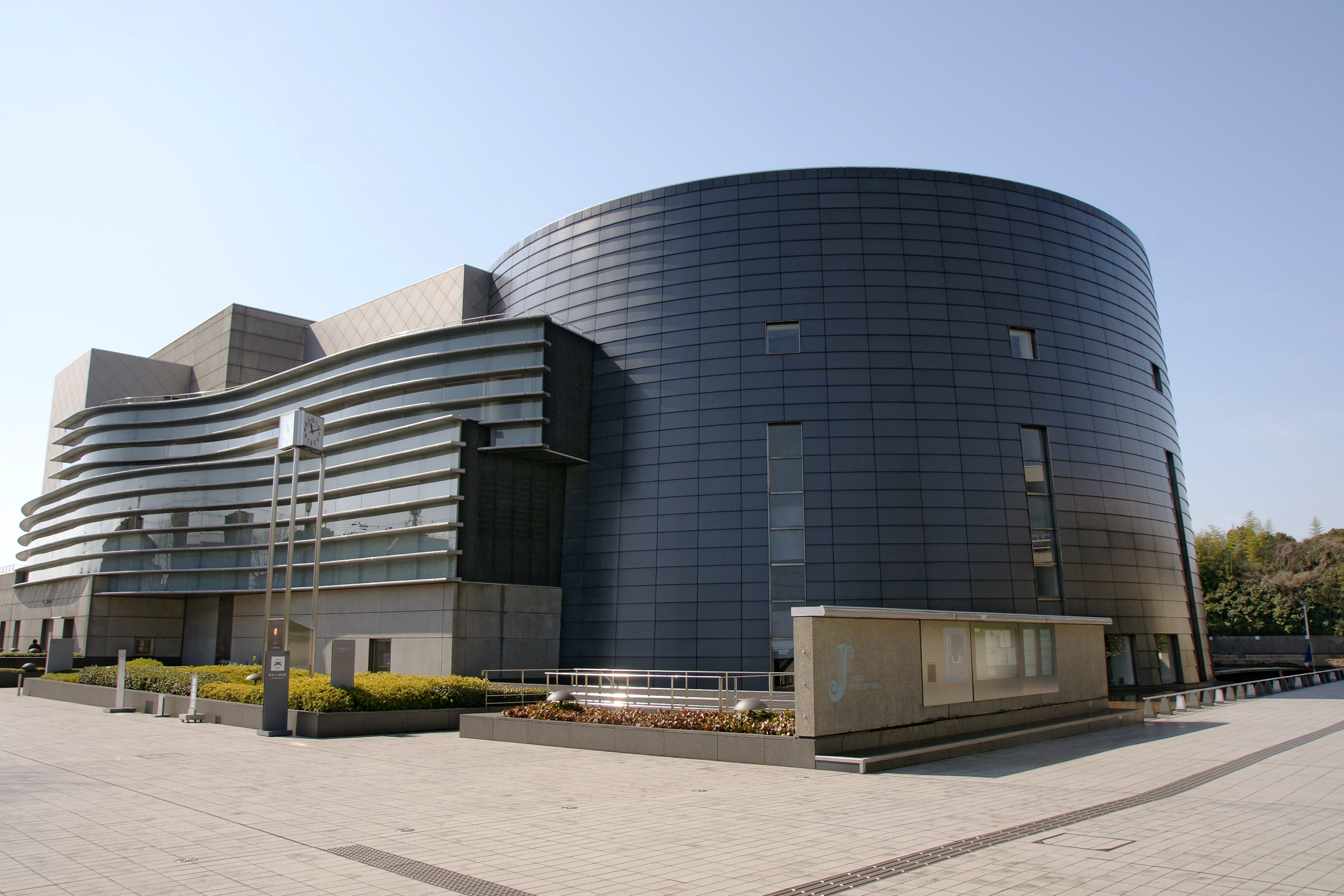
Kyoto Concert Hall
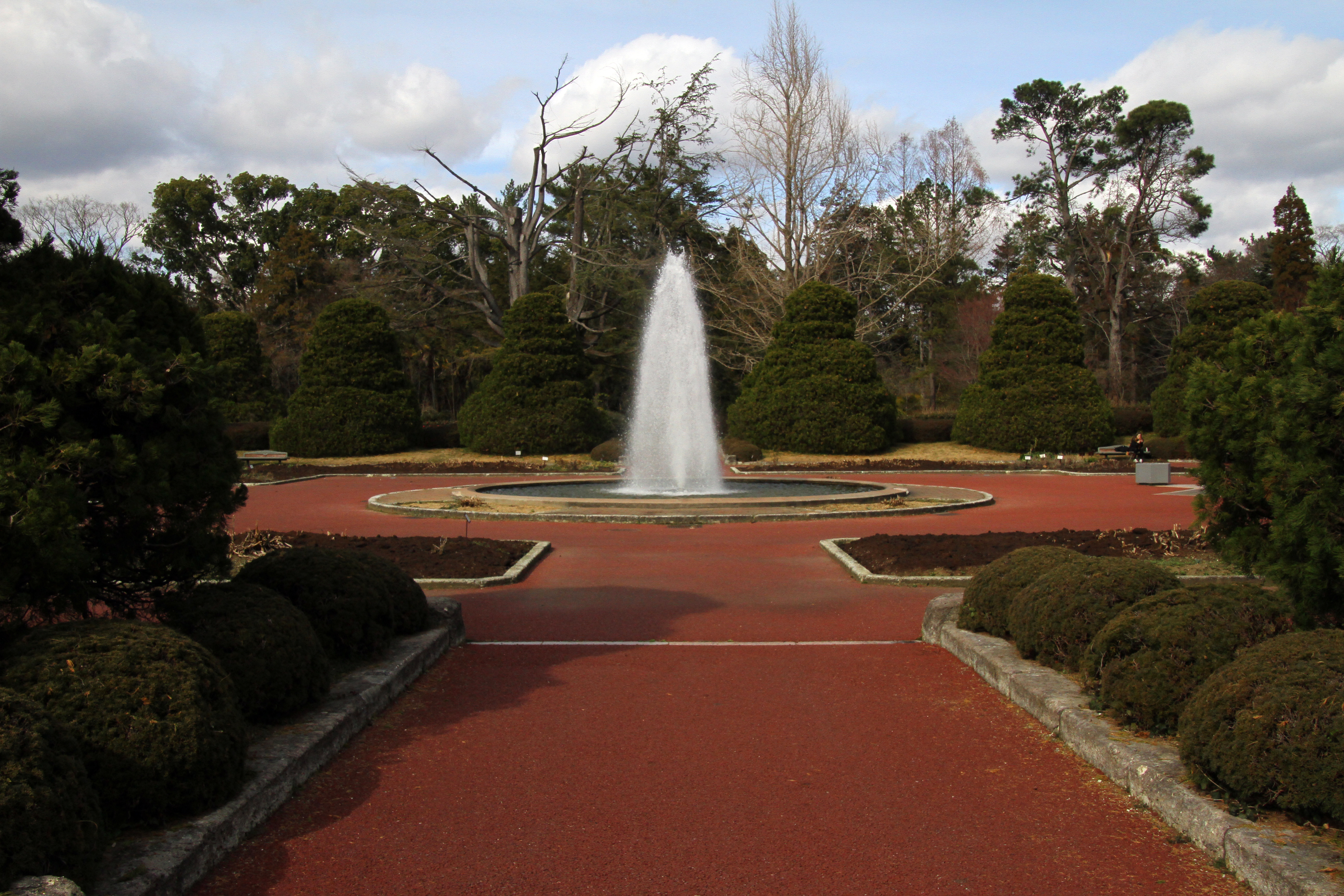
Fontaine centrale du jardin botanique de Kyoto

## Groupe de Kitayama-dōri
Le groupe de Kitayama-dōri fait référence à cinq rues orientées est-ouest au nord de Kitaōji-dōri, commençant au sud par Kitayamaminami-dōri (北山南通, Kitayamaminami-dōri) et Kitayamaminaminaka-dōri (北山南中通, Kitayamaminaminaka-dōri), suivi par Kitayama-dōri (北山通, Kitayama-dōri) au centre, puis par Kitayamakitanaka-dōri (北山北中通, Kitayamakitanaka-dōri) et terminant par Kitayamakita-dōri (北山北通, Kitayamakita-dōri), au nord. Il est bordé au sud par le groupe de Shichiku-dōri (紫竹通) et au nord par le groupe de Daimon-dōri (大門通).

### Kitayamakita-dōri
Kitayamakita-dōri (北山北通, Kitayamakita-dōri) est une rue commençant à l'est au Kamo-kaidō et terminant à Ōmiya-dōri, en passant par Koromonotana-dōri, Shinmachi-dōri, Aburanokōji-dōri, Horikawa-dōri et Inokuma-dōri,,,,. La rue réapparaît à l'ouest de Daitokuji-dōri pour rejoindre Shichikunishi-dōri en passant par Ushiwakahigashi-dōri, Ushiwaka-dōri et Funaokahigashi-dōri. La circulation se fait en sens unique de l'est vers l'ouest. 
On y trouve le petit sanctuaire shinto Ishii-jinja (石井神社).

### Kitayamakitanaka-dōri
Kitayamakitanaka-dōri (北山北中通, Kitayamakitanaka-dōri) est une rue commençant à l'est à Kitayama-dōri, puis vire à un angle de 90 degrés pour terminer à Shichikunishi-dōri, en passant par Inokuma-dōri, Ōmiya-dōri, Daitokuji-dōri, Ushiwakahigashi-dōri, Ushiwaka-dōri et Funaokahigashi-dōri,. La circulation se fait d'ouest en est, puis d'est en ouest après Ushiwaka-dōri. 

### Kitayamaminaminaka-dōri
Kitayamaminaminaka-dōri (北山南中通, Kitayamaminaminaka-dōri) est une très courte et étroite rue commençant à l'est à Horikawa-dōri et terminant à une rue sans nom peu après Inokuma-dōri,,. Elle est à sens unique de l'est vers l'ouest.

### Kitayamaminami-dōri
Kitayamaminami-dōri (北山南通, Kitayamaminami-dōri) est une rue commençant à l'est à Muromachi-dōri et terminant à Senbon-dōri, en passant par Koromonotana-dōri, Shinmachi-dōri, Aburanokōji-dōri, Horikawa-dōri, Inokuma-dōri, Ōmiya-dōri, Daitokuji-dōri, Ushiwaka-dōri, Funaokahigashi-dōri, Ueno-dōri, Uenonishi-dōri et Kitayama-dōri elle-même,,,. La rue est interrompue entre Daitokuji et Ushiwaka,. Certaines sources placent donc la fin de la rue à Daitokuji-dōri,,, alors que d'autres placent la fin à Funaokahigashi-dōri. Elle est à sens unique de l'ouest vers l'est.
On y trouve l'école primaire Hōtoku (待鳳小学校), qui interrompt la rue, ainsi que la garderie Akira Gakuen (明幼稚園) à l'extrémité est.